# Erica turrisbabylonica
Erica turrisbabylonica är en ljungväxtart som beskrevs av H. A. Baker. Erica turrisbabylonica ingår i släktet klockljungssläktet, och familjen ljungväxter. Inga underarter finns listade i Catalogue of Life.